# Trichoglossus moluccanus
Trichoglossus moluccanus es una especie de lori de la familia Psittaculidae endémico de Australia.
El lori arcoiris fue listado formalmente en 1788 por el naturalista alemán Johann Friedrich Gmelin bajo el nombre binomial Psittacus moluccanus. Gmelin citó al erudito francés Georges-Louis Leclerc de Buffon, quien en 1779 había publicado una descripción de "La Perruche à Face Bleu" en su Histoire Naturelle des Oiseaux.
Gmelin acuñó el epíteto específico moluccanus ya que creía que los especímenes provenían de las Molucas.
Estos loros han sido introducidos a Perth, Australia; Tasmania; Auckland, Nueva Zelanda; y Hong Kong.